# Aristida californica
Aristida californica là một loài thực vật có hoa trong họ Hòa thảo. Loài này được Thurb. mô tả khoa học đầu tiên năm 1880.